# Zaborze (rejon wilejski)
Zaborze (biał. Забор'е) – wieś na Białorusi, w obwodzie mińskim, w rejonie wilejskim, w sielsowiecie Chocieńczyce.

## Historia
W czasach zaborów folwark w powiecie wilejskim, w guberni wileńskiej Imperium Rosyjskiego. W 1866 roku w 1 domu zamieszkiwało tu 22 mieszkańców, należał do dóbr Hryhorowiczów. W folwarku była gorzelnia, młyn z foluszem i krupiernią.
W latach 1921–1945 folwark a następnie majątek leżał w Polsce, w województwie wileńskim, w powiecie wilejskim, w gminie Chocieńczyce.
Według Powszechnego Spisu Ludności z 1921 roku zamieszkiwały tu 33 osoby, 6 było wyznania rzymskokatolickiego a 27 prawosławnego. Jednocześnie 11 mieszkańców zadeklarowało polską a 22 białoruską przynależność narodową. Był tu 1 budynek mieszkalny. W 1931 w 3 domach zamieszkiwało 49 osób.
Wierni należeli do parafii rzymskokatolickiej w Radoszkowicach i prawosławnej w Chocieńczycach. Miejscowość podlegała pod Sąd Grodzki w Ilji i Okręgowy w Wilnie; właściwy urząd pocztowy mieścił się w Chocieńczycach.
W wyniku napaści ZSRR na Polskę we wrześniu 1939 miejscowość znalazła się pod okupacją sowiecką. 2 listopada została włączona do Białoruskiej SRR. Od czerwca 1941 roku pod okupacją niemiecką. W 1944 miejscowość została ponownie zajęta przez wojska sowieckie i włączona do Białoruskiej SRR.
Od 1991 w składzie niepodległej Białorusi.